# Valgu
Valgu är en ort i Estland. Den ligger i Märjamaa kommun och landskapet Raplamaa, i den västra delen av landet, 70 km söder om huvudstaden Tallinn. Valgu ligger 34 meter över havet och antalet invånare är 279.
Terrängen runt Valgu är mycket platt. Runt Valgu är det mycket glesbefolkat, med 6 invånare per kvadratkilometer. Närmaste större samhälle är Märjamaa, 13,0 km nordväst om Valgu. I omgivningarna runt Valgu växer i huvudsak blandskog.